# U.S. M1917 (Grabendolch)

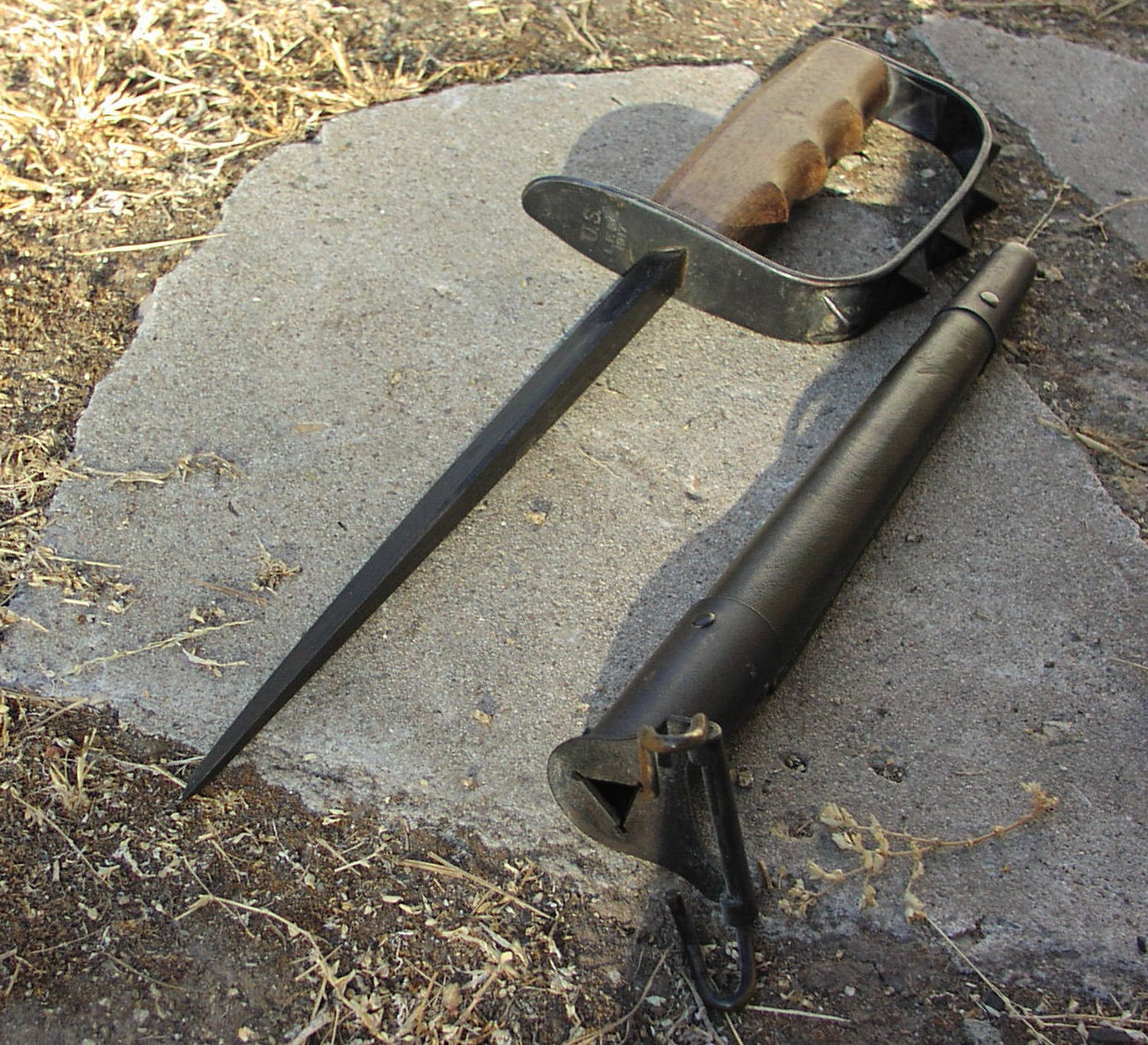

Das U.S. M1917 trench knife teilweise auch knuckle duster ist ein Grabendolch aus amerikanischer Fertigung aus dem Jahr 1917. Die Waffe kam im Ersten Weltkrieg zum Einsatz.

## Geschichte und Konzeption
Die US Army war für den Grabenkrieg schlecht ausgerüstet. Teilweise wurden die Bedingungen für diese Kriegsführung gar nicht erkannt oder von führender Stelle abgestritten. Nach den ersten Fehlschlägen versuchte man aus den Erfahrungen der Franzosen zu lernen und konzipierte den ersten amerikanischen Grabendolch des Ersten Weltkriegs nach einem Design der Firma Henry Disston and Sons. Die Konstruktion des Poignard de tranchée Mle 1915 stand hierbei Pate. Genau wie bei der französischen Konstruktion handelte es sich um ein Stilett. Als Besonderheit wurde der knuckle duster mit einem Schlagring ausgestattet. Die Konstruktion bewährte sich an der Front nicht. Häufig brach die dünne Klinge ab. Auch konnte der Bedarf der Truppe kaum gedeckt werden. Dies führte in der Folge zur Ablösung des knuckle dusters durch den U.S. M1918 Grabendolch. Dieser unterschied sich nur geringfügig und konnte ebenfalls den Gegebenheiten des Grabenkriegs nicht gerecht werden und wurde 1918 durch die Neukonstruktion des Mark I abgelöst.